# Jurisprudencia militar islámica

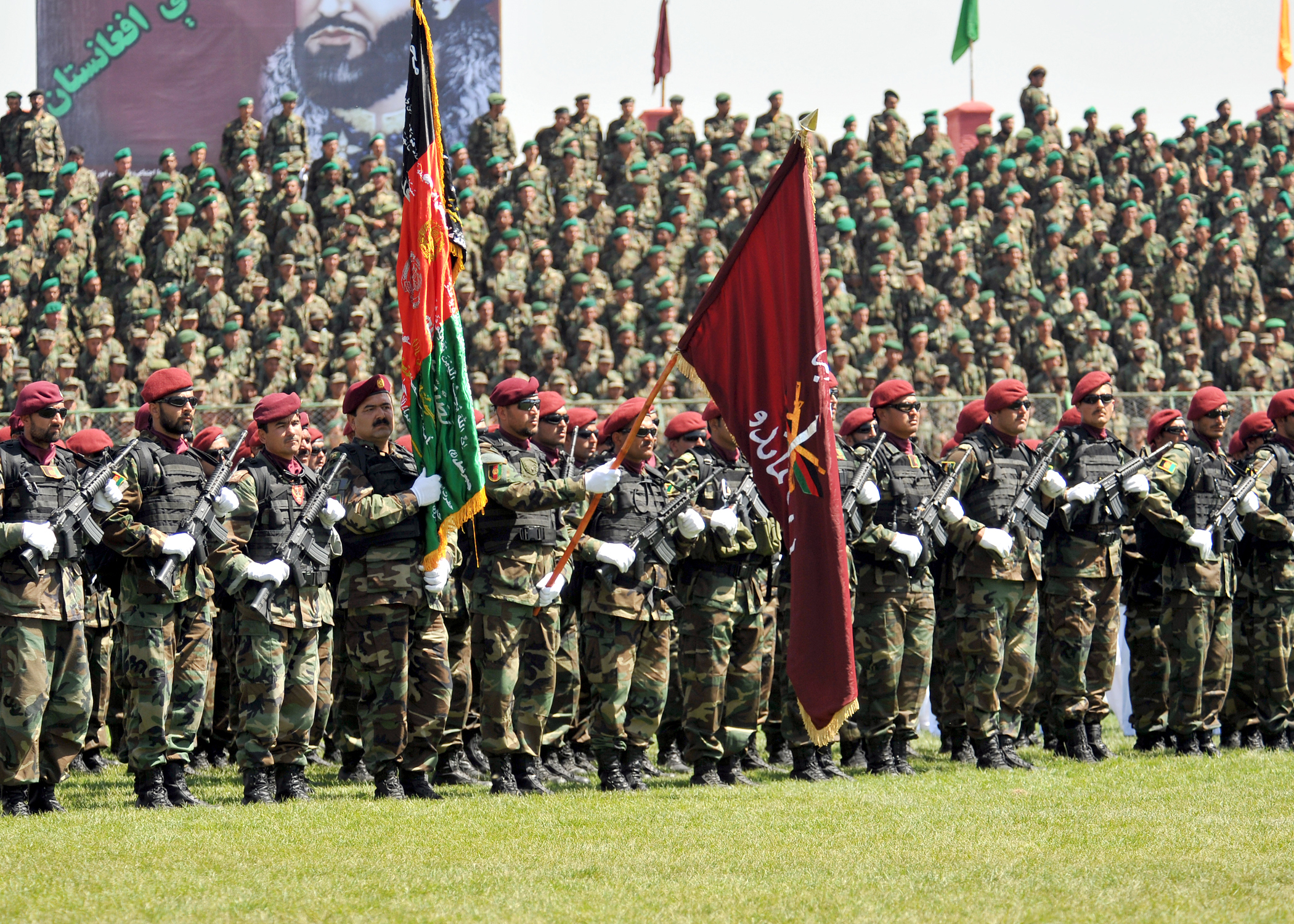
Después de los atentados del 11 de septiembre en el año 2001 contra los EE.UU. y la declaración de guerra contra el terrorismo, las fuerzas de la OTAN (en su mayoría cristianos) y militares de Afganistán (musulmanes) comenzaron a trabajar juntos como aliados para derrotar a los terroristas islámicos.

Jurisprudencia militar islámica se refiere a lo que ha sido aceptada en la Sharia (Ley islámica) y la Fiqh (Jurisprudencia islámica) los Ulama (eruditos islámicos) como la correcta manera Islámica que se espera sea obedecida por musulmanes en tiempos de guerra.

## Desarrollo de las resoluciones
Las decisiones primeras decisiones militares fueron formuladas durante el primer siglo después de que el Profeta Muhammadestableció un Estado islámico en Medina. Estas decisiones se desarrollaron de acuerdo con las interpretaciones del Corán (El libro sagrado de los musulmanes) y el Hadiz (Los Dichos del Profeta Muhammad recopilados). Los temas clave en estas decisiones fueron la justicia de la guerra, y el mandato de la yihad. Los fallos no cubren enemistades ni los conflictos armados en general.
A la Jihad (forma árabiga para «esfuerzo») se le dio una dimensión militar después de las prácticas opresivas de la tribu Quraysh de La Meca contra los musulmanes. Se interpretó como una lucha que El Dios hizo que se llevara a cabo por la comunidad islámica. Mandamientos judiciales relativos a la yihad se han caracterizado como individuales, así como deberes colectivos de la comunidad islámica. Por lo tanto, la naturaleza del ataque es importante en la interpretación; si la comunidad musulmana en su conjunto es atacada la jihad se convierte en titular para todos los musulmanes. La Jihad está más diferenciada con respecto a los requisitos dentro de los musulmanes gobernados por las tierras (Dar al-Islam) y las tierras no musulmanas(Dar al-Harb).
Según Shaheen Sardar Ali y Rehman Javaid, ambos profesores de derecho, la jurisprudencia militar islámica está en consonancia con las normas del derecho internacional moderno. Señalan el doble compromiso de los Estados miembro de la Organización para la Cooperación Islámica (OCI), (lo que representa la mayor parte del mundo musulmán) a la ley islámica y a la Carta de las Naciones Unidas, como prueba de la compatibilidad de ambos sistemas jurídicos.

## Ética de la guerra
El principio básico de la lucha en el Corán es que debe ser entendido por otras comunidades como propio. Los combates se justifican por la legítima defensa, para ayudar a otros musulmanes y, después de una violación de los términos de un tratado, pero se debe suspender si estas circunstancias dejan de existir. El principio del perdón se reitera entre las afirmaciones del derecho a la defensa propia.
Durante su vida, Mahoma dio órdenes a sus fuerzas de la adopción de diversas prácticas hacia la conducción de la guerra. Las más importantes de ellas fueron resumidas por el compañero de Mahoma y primer Califa del Islam, Abu Bakr as-Siddiq, en forma de diez reglas para el  ejército musulmán:

¡Oh, pueblo! Yo os conjuro con diez reglas; aprenderlas bien!

Detente, oh pueblo, para que yo pueda darte diez reglas para tu orientación en el campo de batalla. No cometas traición ni te desvíes del camino correcto. No debéis mutilar a los cadáveres. Ni matar a un niño, ni una mujer ni a un hombre de mediana edad. No hagáis ningún daño a los árboles, ni los queméis con fuego, especialmente aquellos que son fructíferos. ¡No matéis a cualquier rebaño del enemigo, a excepción de los que os sirvan de alimento. Es probable que os crucéis personas que han dedicado sus vidas a los servicios monásticos; dejarlos solos.

Según  Tabari, los diez puntos "aconsejados" que Abu Bakr as-Siddiq dio fue durante la Expedición de Osama bin Zayd.  Imán Shaffi, (fundador de la escuela de pensamiento Shaffi), al parecer no tuvo en cuenta la tradición alrededor de las 10 reglas de Abu Bakr as-Siddiq como auténticas. Abu Yusuf también se opuso a la tradición acerca de las instrucciones de Abu Bakr as-Siddiq y con el hadiz que reclamaba Abu Bakrm, ordenando a sus comandantes para arrasar todas las aldeas donde no se oyera la llamada a la oración. Durante la Batalla de Siffin, el califa Ali Ibn Abi Talib declaró que el islam no permite a los musulmanes detener el suministro de agua a su enemigo. Además del  Califato Rashidun, los hadiz atribuidos a Mahoma mismo sugieren que él declaró lo siguiente con respecto a la Conquista musulmana de Egipto que finalmente se llevó a cabo después de su muerte:

«Vosotros vais a entrar en Egipto una tierra donde el qirat (unidad monetaria) se utiliza. Sea extremadamente bueno para ellos ya que tienen con nosotros estrechos vínculos y relaciones matrimoniales. Al entrar en Egipto, después de mi muerte, reclutar a muchos soldados de entre los egipcios, ya que son los mejores soldados del mundo, y tanto ellos como sus esposas se encuentran permanentemente en servicio hasta el  Día de la Resurrección. Sé bueno con los coptos de Egipto; no toméis ventaja de ellos, ya que serán vuestro instrumento y vuestra ayuda. Sed justos a Dios acerca de los coptos.»

Estos principios fueron sostenidos por Amr ibn al-As durante su conquista de Egipto. Un cristiano contemporáneo en del siglo VII, Juan de Nikiu, declaró lo siguiente con respecto a la conquista de Alejandría por 'Amr:

«El día veinte del Maskaram (mes), Teodoro y todas sus tropas y oficiales establecidos se dirigieron a la isla de Chipre, y abandonaron la ciudad de Alejandría. Y fue entonces cuando 'Amr, el jefe de los musulmanes, hizo su entrada sin esfuerzo en la ciudad de Alejandría. Y los habitantes lo recibieron con respeto, porque estaban en gran tribulación y aflicción. Y Abba Benjamín, el patriarca de los egipcios, regresó a la ciudad de Alejandría en el año trece después de evadirse de los  romanos, y se fue a las Iglesias, inspeccionando todos ellas. Y a cada uno de ellos les dijo: 'Esta expulsión (de los romanos) y la victoria de los musulmanes se debe a la maldad del emperador Heraclio y su persecución de los  ortodoxos a través del patriarca  Ciro. Esta fue la causa de la ruina de los romanos y la subyugación de Egipto por los musulmanes. Y 'Amr se volvió más fuerte cada día en todos los ámbitos de su actividad. Y exigió los impuestos que habían sido determinados, pero él no tomó ninguno de los bienes de las Iglesias y él no cometió ningún acto de despojo o saqueo, y lo mantuvo a lo largo de toda su vida.»

Los principios establecidos por los primeros califas también fueron honrados durante las Cruzadas, como se ejemplifica por sultanes como Saladino y Al-Kamil. Por ejemplo, después de que Al-Kamil derrotó a los francos en las Cruzadas, Oliverus Escolástico elogió las lleyes de la guerra islámicas, al comentar sobre cómo Al-Kamil suministró al ejército derrotado de los francos con alimentos:

«¿Quién podría dudar de que la bondad, como la amistad y la caridad, proviene de Dios? Los hombres cuyos padres, hijos e hijas, hermanos y hermanas, habían muerto en agonía en nuestras manos, cuyas tierras tomamos, a quien nos dirigimos desnudos de sus hogares, se reavivó con nosotros con su propia comida cuando estábamos muriendo de hambre y nos colmó con su bondad, incluso cuando estábamos en su poder.»

Los primeros tratados islámicos en derecho internacional desde el siglo IX en adelante, cubren la aplicación de la ética islámica, jurisprudencia económica islámica y la jurisprudencia militar islámica en el derecho internacional, y se preocupaban por una serie de modernos temas del derecho internacional, incluido la Ley de los tratados, los tratamientos diplomáticos, de rehenes, de refugiados y de los prisioneros de guerra, el derecho de asilo, conducta en el campo de batalla, la protección de las mujeres, los niños y civiles no combatientes, civiles de contratos a través de las líneas de batalla, el uso de armas tóxicas, y la devastación del territorio enemigo.

## Criterios para los soldados
Los juristas musulmanes coinciden en que las fuerzas armadas musulmanas deben constar de adultos libres de deudas y que posean una mente y cuerpo sanos. Además, los combatientes no deben ser  reclutados, sino más bien alistarse a su libre albedrío y con el permiso de su familia.
Tradicionalmente, los "adultos" se han definido como postpubescente las personas mayores de 15 años.

## Legitimidad de la guerra
Los musulmanes se han esforzado por distinguir entre las guerras legítimas e ilegítimas. La lucha en defensa propia no solo es legítima, mas obligatoria para los musulmanes, de acuerdo con el Corán. El Corán, sin embargo, dice que se debe cesar la conducta hostil hacia el enemigo y entonces la causa para involucrar a los enemigos también desaparece.
Algunos estudiosos sostienen que la guerra sólo puede ser legítimo si los musulmanes tienen por lo menos la mitad de la fuerza del enemigo (y por lo tanto capaz de ganar). Otros eruditos islámicos consideran que esto afecta sólo para un momento determinado.

### Conflictos defensivos
La escuela de pensamiento Hanafi sostiene que la guerra sólo puede ser lanzado contra un Estado que haya recurrido a un conflicto armado contra los musulmanes. La guerra, de acuerdo con la Hanafi, no sólo se puede hacer en cuenta de una religión nacional. El Jeque Abdullah Azzam considera la defensa de los musulmanes de su territorio como una de las obligaciones más importantes después de la fe. Abdulaziz Sachedina sostiene que la jihad original, de acuerdo con su versión del chiismo, otorga permiso para luchar en contra de aquellos que rompieron sus promesas. Así, el Corán justifica la yihad defensiva al permitir a los musulmanes luchar contra las fuerzas hostiles y peligrosos.

### Conflictos ofensivos
Muhammad ibn Idris ash-Shafi`i (d. 820), fundó la escuela de pensamiento Shafi'i, siendo el primero en permitir la jihad ofensiva. Había limitado esta guerra sólo contra paganos árabes, no permitiéndola que contra los no-musulmanes no-árabes.
Javed Ahmad Ghamidi cree que después del Profeta Mahoma y sus  compañeros, no hay un concepto en el islam que obligue a los musulmanes para hacer la guerra de  propagación o la aplicación del Islam. La única base válida para la yihad militar es acabar con la opresión, cuando todas las demás medidas han fracasado. El islam sólo permite que la yihad sea llevada a cabo por un gobierno.
Según Abdulaziz Sachedina, la Jihad ofensiva plantea preguntas sobre si la yihad se justifica por razones morales. Afirma que el Corán ordena a los musulmanes establecer un solo orden público, el aumento de la influencia del Islam, lo que permite el culto islámico público, a través de medidas ofensivas. Con este fin, los versos del Corán revelan requerir a los musulmanes a la yihad contra los infieles. Esto se ha complicado a principios de las  guerras musulmanas de expansión, que sostiene fueron consideradas como jihad por eruditos [[musulmanes]. Por otra parte, la ofensiva desde el punto de mira de la yihad hace más compleja la relación con la " Gente del libro".

## Conflicto internacional
Los conflictos internacionales son contiendas armadas llevadas a cabo por un Estado contra otro Estado, y se distinguen de las guerras civiles o conflictos armados dentro del propio Estado. Algunos eruditos islámicos clásicos, como los de la escuela, Shafi'i clasifican los territorios en categorías generales: dar al-islam ("morada del Islam"), dar al-Harb ("morada de la guerra"), dar al-harb ("morada de tratado"), y dar al-sulh ("morada de reconciliación"). Tales categorizaciones de los Estados, de acuerdo con Asma Afsaruddin, no se mencionan en el Corán ni en la  tradición islámica.

### Declaración de guerra
El Corán ordena a los musulmanes hacer una declaración correcta de la guerra antes del comienzo de las operaciones militares. Por lo tanto, los  ataques sorpresa son ilegales según la jurisprudencia islámica. El Corán  había ordenado, de manera similar para dar a sus enemigos, que habían violado el Tratado de Hudaybiyyah, un plazo de cuatro meses para que reconsiderasen su posición y negociar. Esta regla, sin embargo, no es vinculante si el adversario ya ha comenzado la guerra. La  prevención forzosa de la práctica religiosa se considera un acto de guerra.

### Conducta de las fuerzas armadas
Durante la batalla los musulmanes están guiados por el Corán para luchar contra el enemigo. Sin embargo, hay excepciones a esa lucha. La tortura del enemigo, y la quema de los combatientes vivos, está estrictamente prohibido. La mutilación de cadáveres también está prohibido. El Corán también desalienta a los combatientes musulmanes de mostrar pompa y alarde innecesario cuando se establecen para la batalla.
Según el profesor Sayyid Damad, no hay órdenes explícitas contra el uso de la guerra  química o guerra biológica ya que fueron desarrolladas por los juristas medievales islámicos, ya que estas amenazas no eran conocidas. Sin embargo, el Libro de Khalil al-Maliki en la guerra santa, afirma que a los combatientes se les prohíbe el empleo de armas que causen daños innecesarios a los enemigos, excepto en circunstancias extremas. El libro, por ejemplo, prohíbe el uso de lanzas tóxicas (lanzas untadas con venenos), ya que infligen un dolor innecesario.

#### Zonas civiles
El islam prohíbe expresamente el asesinato de los no combatientes.
De acuerdo con todos los eruditos musulmanes, no está permitido matar a mujeres y niños, a menos que estén luchando contra los musulmanes.
De acuerdo con Shaffi es permisible matar a todos los enemigos adultos.
Según Hanafi, Maliki y Hanbali no es permisible matar a los viejos, monjes, campesinos, trabajadores y comerciantes (lo que significa hombres no combatientes).
Dañar zonas civiles y saquear las zonas residenciales también está prohibido, así como la destrucción de árboles, cultivos, ganado y tierras de cultivo. The Muslim forces may not loot travellers, as doing so is contrary to the spirit of jihad. Tampoco tienen derecho a utilizar las instalaciones locales de los pueblos originarios, sin su consentimiento. Si tal permiso obtiene el consentimiento, el ejército musulmán aún está en la obligación de indemnizar económicmente a las personas por el uso de dichas instalaciones. Sin embargo, la ley islámica permite la confiscación de equipos y suministros militares capturados en los campamentos y cuarteles militares de los ejércitos combatientes.

### Negociaciones
Los comentaristas del Corán están de acuerdo en que los musulmanes siempre deben estar dispuestos y listos para negociar la paz con la otra parte sin dud alguna. De acuerdo con Maududi, el islam no permite a los musulmanes rechazar la paz y continuar con el derramamiento de sangre.
La jurisprudencia islámica llama a las intervenciones de terceros como otro medio de poner fin a los conflictos. Estas intervenciones son para establecer la mediación entre las dos partes para lograr una resolución justa de la controversia.

### Cese del fuego
En el contexto del siglo VII en la Arabia Saudita, el Corán ordena a los musulmanes que se abstengan de luchar en los próximos meses cuando la lucha fue prohibida por los árabes paganos. El Corán también requiere el respeto del alto el fuego, prohibiendo su violación.
Sin embargo, si los no musulmanes cometen actos de agresión, los musulmanes son libres de tomar represalias, aunque sea de una manera que es igual a la transgresión original.
El versículo At-Tawba 5 "verso de la espada", que ha atraído la atención, se dirige contra un grupo particular que violen los términos de la paz y cometan una agresión (pero exceptúa a los que observan el tratado). Los viejos Estados creen que este versículo parece estar basado en las mismas reglas anteriormente mencionadas. Aquí también se destaca que uno debe cesar cuando elenemigo lo hace. Ibn Kathir afirma que el verso implica una misión precipitada de asedio y el acopio de información sobre el enemigo, dando como resultado la muerte o el arrepentimiento del enemigo. It is read as a continuation of previous verses, it would be concerned with the same oath-breaking of "polytheists".

### Prisioneros de guerra
Hombres, mujeres y niños, todos pueden ser tomados como prisioneros de guerra en virtud de las interpretaciones tradicionales de la ley islámica. Por lo general, un prisionero de guerra puede ser, a discreción del jefe militar, liberado, rescatado o intercambiados por prisioneros musulmanes, o mantenidos como esclavos. En épocas anteriores, el rescate tomó a veces una dimensión educativa, donde el leer saber y escribir de un prisionero de guerra podría asegurar su libertad mediante la enseñanza a diez musulmanes a leer y escribir. Algunos eruditos musulmanes sostienen que un preso no puede ser rescatado por el oro o la plata, pero pueden ser canjeados por prisioneros musulmanes.
Las reclusas y los niños de guerra no pueden ser asesinados en ninguna circunstancia, independientemente de sus convicciones religiosas, pero pueden ser liberados o rescatados. Las mujeres que no son liberadas ni rescatadas por su pueblo, pueden ser mantenidas en esclavitud en lo que se conoce como ma malakat aymanukum, sin embargo existen controversia entre los estudiosos sobre su interpretación. La ley islámica no pone un límite exacto de la cantidad de personas que se pueden mantener en esclavitud. De acuerdo con el erudito islámico Maududi, El islam prohíbe mantener esclavas como medio de disfrute sexual.

## Conflictos internos
Los conflictos internos incluyen "guerras civiles", libradas contra rebeldes, y "guerras por el bienestar" libradas contra bandidos.
Durante su primera guerra civil, los musulmanes lucharon en la [{Batalla del Camello|Batalla de Basora]]. En este compromiso, Ali (el califa), sentó el precedente para la guerra contra otros musulmanes, que más tarde los musulmanes han aceptado. De acuerdo con las normas de Ali, los enemigos heridos o capturados no deben ser sacrificados, los que depongan sus armas no deben ser combatido, y los que huyen del campo de batalla no deben ser perseguidos. Sólo las armas capturadas y los animales (caballos y camellos que se han utilizado en la guerra) deben ser considerados botín de guerra. No hay prisioneros de guerra, las mujeres o los niños pueden ser esclavizados y los bienes de los enemigos muertos son deben corresponder a sus herederos legales musulmanes.
Diferentes puntos de vista con respecto a la rebelión armada han prevalecido en el mundo musulmán en diferentes momentos. Durante los tres primeros siglos de la historia musulmana, los juristas sostuvieron que un rebelde político no puede ser ejecutado ni sus propiedades confiscadas.
En la Edad  Clásica los juristas, sin embargo, establecieron severas sanciones para los rebeldes que usan "ataques sigilosos" y la "spread" terrorismo"  (propagación del terrorismo). En esta categoría los juristas musulmanes incluyen los  secuestros, el envenenamiento de pozos de agua, incendio, ataques contra los caminantes y viajeros, asaltos bajo el amparo de la noche y la violación. El castigo de estos delitos eran graves, incluso con la muerte, independientemente de las convicciones políticas y religiosas del autor. Por otra parte, los rebeldes que cometieran actos de terrorismo no se les concedía cuartel.

## Opiniones de eruditos famosos musulmanes

### Hanafi
Abu Yusuf Yaqub ibn Ibrahim al-Ansari (m. 798) fue un estudiante jurista de Abu Hanifah que ayudó a extender la influencia de la escuela Hanafi. Fue nombrado Cadí (juez) en Bagdad, Irak, y más tarde jefe de la justicia (Qadi al-qudat) en el Califato abasí del califa Harún al-Rashid. Él escribe sobre la Yihad:

Procedimientos en la Batalla

Parece que la sugerencia más satisfactoria que hemos escuchado en este sentido es que no hay nada que objetar a la utilización de cualquier tipo de armas contra la asfixia de los politeístas y la quema de sus casas, talar sus árboles y arboledas en la fecha, y el uso de catapultas, sin embargo mujeres, niños o personas mayores que atacan delberadamente, todavía pueden perseguidos aquellos que huyen, rematar a los heridos y prisioneros que podrían resultar peligrosos para los musulmanes, pero esto sólo es aplicable para aquellos que han psado una navaja por el mentón, para los demás, que seann niños, no deben ser ejecutados

En cuanto a los presos que se llevaron ante el Imán, éste tiene la opción de ejecutarlos o hacerlos pagar un rescate, lo que más le plazca, optando por la opción más ventajosa para los musulmanes y la más sabia para el Islam. El rescate impuesto no debe consistir en oro, plata o utensilios, ya que es sólo un intercambio de prisioneros musulmanes. 

 ...Por mi parte, decir que la decisión relativa a los presos está en manos del Imán: de acuerdo con lo que él siente más la ventaja del Islam y de los musulmanes, que puede conllevar la ejecución o el cmbio por prisioneros musulmanes (pp. 302-303).

Cuando los musulmanes sitiar una fortaleza enemiga, establecer un tratado con los sitiados que están de acuerdo con la entrega, en ciertas condiciones serán decididos por un delegado, y este hombre decide si sus soldados deben ser ejecutados y sus mujeres y niños tomados prisioneros, y esta decisión es legal. Esta fue la decisión de Sa'ad b. Mu'adh en relación con el Banu Qurayza (una tribu judía de Arabia) (p. 311).

### Escuela Shafi'i
Según el famoso libro de la ley musulmana de la jurisprudencia Shafi'i, Umdat as-Salik wa 'Uddat an-Nasik (la dependencia del viajero), las reglas de la guerra son las siguientes:

O9.10: Las Reglas de la Guerra

No está permitido (A: en la yihad) matar a las mujeres o a los niños a menos que estén luchando contra los musulmanes. Tampoco es permisible matar a los animales, a menos que se estén montados en la batalla contra los musulmanes, o si estoos les ayudan a matar o a derrotar al enemigo. Está permitido matar a los hombres de edad (O: el hombre de edad (shaykh es decir, de más de cuarenta años de edad y monjes.

O9.11: Es ilegal matar a un no musulmán al que un musulmán ha dado su  garantía de protección (O: a uno o más de uno no musulmanes, siempre y cuando el número sea limitado, y la protección musulmana no perjudique a los musulmanes, como cuando son espías) siempre que en la protección de los musulmanes hayan llegado a la pubertad y lo hagan voluntariamente (O: y no es un prisionero de ellos o un espía).

O9.12: A quien entre en el islam antes de ser capturado, no se le puede matar o ser confiscados sus bienes, o sus niños pequeños llevados cautivos.

O9.13: Cuando un niño o una mujer es tomado prisionero, se convierten en esclavos por el hecho de la captura, y el matrimonio anterior de la mujer se anula de inmediato.

O9.14: Cuando un varón adulto es tomado cautivo, el Califa (def: O25) considera que los intereses (o: del Islam y los musulmanes), decide entre la muerte del prisionero, la esclavitud, la liberación sin pagar nada, o rescatarse a sí mismo a cambio por dinero o por un prisionero musulmán en poder del enemigo.
Si el preso se convierte en musulmán (O: antes de que el califa elige cualquiera de las cuatro alternativas), entonces no puede ser muerto, y una de las otras tres alternativas se elige.

O9.15: Está permitido en la yihad cortar árboles del enemigo y destruir sus viviendas ..... continúa en 

La dependencia de la de los viajeros, sección 9.1

### Hanbali
Ibn Qudamah (1147-1223) fue un destacado académico islámico de la escuela de jurisprudencia Hanbali, autor de muchos tratados de jurisprudencia y de la doctrina Hanbali, incluyendo al-Mughni (el libro de texto más conocido de la escuela Hanbali fiqh (conocimiento profundo)). Él escribe sobre la Yihad:

La guerra legal (guerra santa) es una obligación social (Fard al-kifaya), cuando un grupo de musulmanes garantiza que se está llevando a cabo de manera satisfactoria, los demás están exentos.

La jihad se convierte en un deber personal estrictamente vinculantes (Fard-Ain) para todos los musulmanes que se dan de alta o cuyo país ha sido [invadido] por el enemigo. Es obligatorio sólo para los hombres libres que han alcanzado la pubertad, dotados como están de razón y capaz de luchar. La Jihad es la mejor de las obras de supererogación. ...

Las expediciones navales son más meritorias que las campañas sobre la tierra. Uno debe luchar bajo cada líder, sea un hombre respetable o un hombre corrupto. Cada nación debe luchar contra los enemigos que son sus vecinos inmediatos. Una temporada llena de servicio en un puesto fronterizo (ribat) tiene una duración de cuarenta días. ...
Nadie puede participar en la yihad sin el permiso de su padre y la madre, si están vivos y son musulmanes, a menos que la yihad sea un deber individual que obligue estrictamente. Sólo las mujeres de edad avanzada se les permite adentrarse en la zona de guerra con el fin de reponer el suministro de agua y para cuidar a los heridos. Nadie debe contratar los servicios de un infiel, salvo en caso de necesidad. ...

It is permitted to surprise the infidels under cover of night, to bombard them with mangonels and to attack them without declaring battle

### Maliki
Ibn Rushd (Averroes) (1126-1198) fue un erudito musulmán andaluz, un maestro de la filosofía islámica, la teología islámica, la ley y la jurisprudencia de la escuelaMaliki. Nació en Córdoba, España, y murió en Marrakech, Marruecos. Él escribe sobre la yihad en su libro "Al-Bidaya"

La calificación jurídica (hukm) de esta actividad y las personas obligadas a tomar parte en ella

Los estudiosos coinciden en que la yihad no es un colectivo de una obligación personal. Sólo Abd Allah Ibn al-Hasan profesaba que era un acto recomendable. De acuerdo con la mayoría de los expertos, el carácter obligatorio de la yihad se basa en [K 2:216] "Combates se prescriben para todos, aunque sea desagradable para todos." Que esta obligación es colectiva y no personal, i.e., que la obligación, cuando pueda ser debidamente llevada a cabo por un número limitado de individuos, es cancelada por el resto de los musulmanes, se basa en [K 9:112]: "No es para los creyentes marchar todos juntos, y, por último, en el hecho de que el Profeta nunca fue a la batalla sin dejar a algunas personas detrás. Todo esto junto implica que esta actividad es una obligación colectiva. La obligación de participar en la yihad se aplica a los adultos, hombres libres que tienen los medios a su disposición para ir a la guerra y que están sanos, es decir, no están enfermos ni sufren de enfermedades crónicas. ...

The enemy

Los estudiosos coinciden en que todos los politeístas deben ser combatidos. Esto se basa en [K 8:39]: "Combatid contra ellos hasta que no haya Fitnah y la religión sea enteramente la de Al-Lah." ...

[Bidayat al-Mudjtahid, Chapter on Jihad]

## Otras lecturas
- Khadduri, Majid (1955). War and Peace in the Law of Islam. Johns Hopkins Press. ISBN 1584776951.
- Hashmi, ed., Sohail H. (2002). Islamic Political Ethics: Civil Society, Pluralism, and Conflict. Princeton University Press. ISBN 0691113106.
- Malik, S. K. (1986). The Quranic Concept of War. Himalayan Books. ISBN 8170020204.
- Swarup, Ram (1982). Understanding Islam through Hadis. Voice of Dharma. ISBN 0-682-49948-X.
- Trifkovic, Serge (2006). Defeating Jihad. Regina Orthodox Press, USA. ISBN 192865326X.
- Phillips, Melanie (2006). Londonistan: How Britain is Creating a Terror State Within. Encounter Books. ISBN 1-59403-144-4.